# Monroe (Wisconsin)
Monroe település az Amerikai Egyesült Államok Wisconsin államában, Green megyében, melynek megyeszékhelye is. Lakosainak száma 10 661 fő (2020. április 1.).

## Népesség
A település népességének változása:

| 2010 | 10 827 |
| 2020 | 10 661 |